# 경신학교 육상단
경신학교 육상단(儆新學校陸上團)은 일제강점기 조선 경기도 경성부에 있었던 육상 선수단이다. 경신학교가 운영했던 U-18 육상단이며, 1920년 이전에 창단되었고 1939년 이후에 해단되었다.

## 시즌별 성적
| 시즌 | 대회                       | 종목 | 선수 | 기록 | 순위 | 비고 |
| ---- | -------------------------- | ---- | ---- | ---- | ---- | ---- |
| 1923 | 전조선중등학교육상경기대회 | 불명 | 불명 | 불명 | 불명 |      |

## 참고 문헌
- “스포츠지원포털 등록 현황”. 대한체육회.
- “대한체육회 국내종합경기대회”. 대한체육회.
- 《대한체육회 50년》. 대한체육회. 1970. 2020년 11월 8일에 원본 문서에서 보존된 문서. 2022년 11월 5일에 확인함.
- 《대한체육회 70년사》. 대한체육회. 1990. 2020년 11월 8일에 원본 문서에서 보존된 문서. 2022년 11월 5일에 확인함.
- 《대한체육회 90년사》. 대한체육회. 2011. 2020년 11월 8일에 원본 문서에서 보존된 문서. 2022년 11월 5일에 확인함.
- 대한체육회 100주년 기념사업부 (2020). 《대한민국 체육 100년》. 대한체육회.

## 같이 보기
- 경신고등학교 (서울)
- 경신고등학교 농구단
- 경신고등학교 야구단
- 경신고등학교 축구단
- 경신학교 정구단